# Sigi Lens
Sigi Lens (Paramaribo, 26 oktober 1963) is een Nederlands-Surinaams oud-profvoetballer die als zaakwaarnemer en oprichter van het spelersmakelaarbureau Pro Athlete door het leven gaat. Hij is de oom van profvoetballer Jeremain Lens.

## Voetbalcarrière
Lens kwam in zijn actieve voetbalcarrière uit voor onder andere AZ en Fortuna Sittard. Hij was een lange, maar behendige aanvaller. Lens moest noodgedwongen zijn carrière beëindigen, nadat hij met het Kleurrijk Elftal op 7 juni 1989 neerstortte bij Zanderij in Paramaribo, in wat de boeken inging als de SLM ramp. Lens hield aan de ramp, als een van de elf overlevenden (van de 187 inzittenden) een ontwrichte heup over. Aanvankelijk had hij goede hoop dat hij weer op de voetbalvelden zou kunnen staan, maar nadat er na zeven maanden revalidatie complicaties optraden, hield hij het voor gezien. Lens was bevriend met Fred Patrick (slachtoffer SLM ramp), met wie hij samen had gespeeld bij AZ Alkmaar.

## Carrière na het voetbal
Bij zijn Sports-managementbedrijf Pro Athlete, begeleidt Lens voetballers als André Ooijer, Denny Landzaat, George Boateng, Mario Melchiot, Royston Drenthe, Michael Reiziger, Mounir El Hamdaoui en Ismaïl Aissati.